# Anna-Lena Fritzon
Anna-Lena Katarina Fritzon (* 7. März 1965 in Äppelbo) ist eine ehemalige schwedische Skilangläuferin und Biathletin.

## Werdegang
Fritzon, die für den Malungs IF startete, belegte bei den Biathlon-Weltmeisterschaften 1984 in Chamonix den 14. Platz im Sprint und den neunten Rang im Einzel. Im Skilanglauf hatte sie ihre ersten internationalen Erfolge bei den Juniorenweltmeisterschaften 1985 in Täsch. Dort gewann sie die Silbermedaille mit der Staffel und die Goldmedaille über 5 km. Im März 1985 errang sie beim Skilanglauf-Weltcup in Falun den dritten Platz über 10 km und den zweiten Platz mit der Staffel und in Oslo den achten Platz über 20 km und den zweiten Platz mit der Staffel und erreichte damit den 24. Platz im Gesamtweltcup. Im selben Jahr wurde sie schwedische Meisterin über 5 km. Im folgenden Jahr wurde sie in Klingenthal und in Cogne jeweils Dritte mit der Staffel. In der Saison 1987/88 errang sie in Toblach den zweiten Platz über 20 km Freistil und holte dort zusammen mit der Staffel ihren einzigen Weltcupsieg. Beim Saisonhöhepunkt, den Olympischen Winterspielen 1988 in Calgary, kam sie auf den 17. Platz über 5 km klassisch, auf den 13. Rang über 10 km klassisch und auf den neunten Platz über 20 km Freistil. Zudem errang sie dort zusammen mit Lis Frost, Karin Lamberg-Skog und Marie-Helene Westin den sechsten Platz in der Staffel. Zum Saisonende lief sie in Falun auf den 11. Platz über 5 km klassisch und erreichte abschließend mit dem 15. Platz im Gesamtweltcup ihr bestes Gesamtergebnis. Im folgenden Jahr wurde sie in Falun Dritte mit der Staffel. Bei den nordischen Skiweltmeisterschaften 1989 in Lahti lief sie auf den 26. Platz über 10 km Freistil, auf den 14. Rang über 15 km klassisch und auf den 12. Platz über 30 km Freistil. Zudem errang sie dort zusammen mit Karin Svingstedt, Magdalena Wallin und Marie-Helene Westin den vierten Platz in der Staffel. Ihre besten Platzierungen bei den nordischen Skiweltmeisterschaften 1993 in Falun waren der zehnte Platz über 10 km Freistil und der sechste Rang mit der Staffel und bei den Olympischen Winterspielen 1994 in Lillehammer der 19. Platz über 15 km Freistil und der sechste Rang mit der Staffel. Ihr letztes Weltcuprennen absolvierte sie im März 1994 in Falun, das sie auf dem 23. Platz über 10 km Freistil beendete.

## Teilnahmen an Weltmeisterschaften und Olympischen Winterspielen

### Olympische Spiele
- 1988 Calgary: 6. Platz Staffel, 9. Platz 20 km Freistil, 13. Platz 10 km klassisch, 17. Platz 5 km klassisch
- 1994 Lillehammer: 6. Platz Staffel, 19. Platz 15 km Freistil, 25. Platz 10 km Verfolgung, 35. Platz 5 km klassisch

### Nordische Skiweltmeisterschaften
- 1989 Lahti: 4. Platz Staffel, 12. Platz 30 km Freistil, 14. Platz 15 km klassisch, 26. Platz 10 km Freistil
- 1993 Falun: 6. Platz Staffel, 10. Platz 30 km Freistil, 19. Platz 10 km Verfolgung, 31. Platz 5 km klassisch

### Biathlon-Weltmeisterschaften
- 1984 Chamonix: 9. Platz Einzel, 14. Platz Sprint

## Skilanglauf-Weltcup-Gesamtplatzierungen
| Saison  | Platz | Punkte |
| ------- | ----- | ------ |
| 1984/85 | 24.   | 32     |
| 1985/86 | 38.   | 5      |
| 1987/88 | 15.   | 35     |
| 1988/89 | 42.   | 6      |
| 1992/93 | 26.   | 93     |
| 1993/94 | 36.   | 39     |